# Racalmuto
Racalmuto ist eine Stadt im Freien Gemeindekonsortium Agrigent auf der italienischen Insel Sizilien und gehört somit zur Autonomen Region Sizilien.

## Lage und Daten
Racalmuto liegt 23 Kilometer nordöstlich von Agrigent. Die Stadt hat 7484 Einwohner (Stand 31. Dezember 2023), die hauptsächlich in der Landwirtschaft und in der Steinsalzgewinnung arbeiten.
Die Nachbargemeinden sind Bompensiere (CL), Canicattì, Castrofilippo, Favara, Grotte, Milena (CL) und Montedoro (CL).

## Geschichte
Die Stadt entstand als arabischer Weiler, der Name war Rahl al-mudd. Im 14. Jahrhundert wuchs die Stadt um das Kastell herum.
Die Einwohner sprechen einen sizilianischen Dialekt, der sich stark von der hochitalienischen Sprache unterscheidet. So lautet zum Beispiel die Übersetzung für der Apfel auf Sizilianisch u pumu, auf Italienisch hingegen la mela.

## Sehenswürdigkeiten

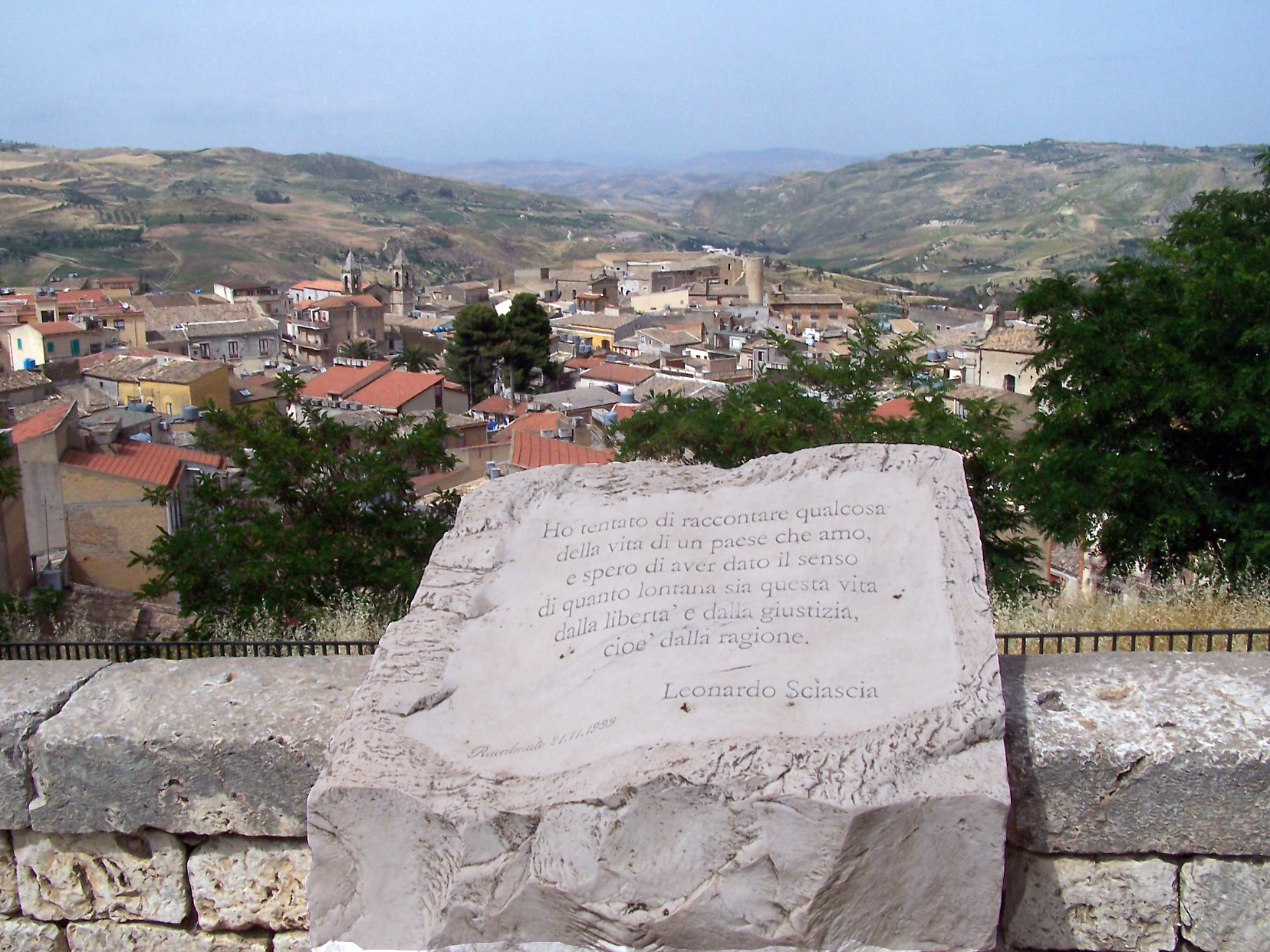
Blick auf Racalmuto mit einem Zitat von Leonardo Sciascia

### Im Ort
- die Pfarrkirche Maria SS. Annunziata, im Jahre 1620 erbaut
- die Kirche San Giuseppe aus dem 17. Jahrhundert
- das Rathaus im ehemaligen Santa Chiara-Kloster
- die Kirche Santa Maria del Monte
- die Bronzestatue des Schriftstellers Sciascia, ein im Jahr 1997 auf dem Corso Garibaldi aufgestelltes Werk des racalmutesischen Bildhauers Giuseppe Agnello
- das Teatro Regina Margherita von 1880

### In der Umgebung
- Das Kastell der Chiaromonte liegt heute außerhalb des Ortes, oberhalb der Straße nach Montedoro.
- In Richtung Monteforo befindet sich eine Nekropole, die so genannten Sarazenengräber.

## Persönlichkeiten
- Leonardo Sciascia (1921–1989), Schriftsteller